# قلعه گنوی
بقایای قلعه گنوی مربوط به دوره ساسانیان است و در شهرستان دیر، بخش مرکز ی، دهستان آبدان، روستای گنوی واقع شده و این اثر در تاریخ ۲۶ اسفند ۱۳۸۶ با شمارهٔ ثبت ۲۲۱۷۰ به‌عنوان یکی از آثار ملی ایران به ثبت رسیده‌است.